# هر شب تنهایی
هر شب تنهایی یک فیلم به کارگردانی رسول صدرعاملی محصول سال ۱۳۸۶ است. این فیلم در سال ۱۳۸۸ به سینماها رفت و توانست رتبه نوزدهم را در جذب مخاطب کسب کند. پس از آن در سال ۱۳۸۸ از تلویزیون نیز پخش شد. به این فیلم نقدهای متعددی نوشته شده‌است.

## خلاصه داستان
عطیه نویسنده و مجری یک برنامه خانوادگی رادیو است. او هر روز به سؤالات شنوندگان این برنامه پاسخ می‌دهد و به آنها توصیه می‌کند با همسرشان چگونه باشند تا زندگی زناشویی بهتری داشته باشند. او بیمار است و دکترها به او گفته‌اند تنها چهار ماه دیگر زنده است و دو ماه هم از این چهار ماه گذشته و راضی به عمل جراحی هم نمی‌شود. به پیشنهاد همسرش، آنها برای زیارت به شهر مشهد می‌روند. اما او افسرده و درگیر مناسبات خود و همسرش است تا اینکه در حرم به دختری برمی‌خورد که مادرش را گم کرده. عطیه دخترک را به قسمت گم شدگان می‌سپرد اما دوباره پس می‌گیرد. آرامش می‌کند. برایش غذا می‌خرد. کفش و لباس نو تهیه می‌کند و در نهایت به وقت بیماری کودک، خطر متهم شدن به دزدی را به جان می‌خرد و به فوریت‌های پزشکی حرم مراجعه می‌نماید. عطیه ای که شاید به خاطر نزدیکی به مرگ قدری ارتباطش با خدا کم رنگ شده و هر بار که می‌خواهد به زیارت برود، با ذهنی آشفته توانایی این کار را در خود نمی‌بیند، پس از کمک به دخترک مشتاقانه به زیارت می‌شتابد.

## عوامل
| سمت                   | نام و نام خانوادگی |
| گروه کارگردانی        | گروه کارگردانی     |
| --------------------- | ------------------ |
| کارگردان              | رسول صدرعاملی      |
| دستیار اول            | دانش اقباشاوی      |
| دستیار دوم            | سهیل بیرقی         |
| برنامه‌ریز             | میلاد صدرعاملی     |
| گروه کارگردانی        | عادل تبریزی        |
| منشی صحنه             | شرف‌النساء نیرومند  |
| گروه فیلم‌نامه         |                    |
| نویسنده               | کامبوزیا پرتوی     |
| نویسنده               | رسول صدرعاملی      |
| طرح اولیه             | اصغر فرهادی        |
| گروه بازیگری          |                    |
| بازیگران              | لیلا حاتمی         |
| بازیگران              | حامد بهداد         |
| بازیگران              | علی بکائیان        |
| بازیگران              | مرجان قرجه         |
| بازیگران              | محسن کریمی         |
| گروه تهیه‌کنندگی       |                    |
| تهیه‌کننده             | کمال‌الدین طباطبایی |
| مدیر تولید            | طاهر امانی         |
| گروه فیلم‌برداری       |                    |
| مدیر فیلم‌برداری       | فرج حیدری          |
| دستیار اول فیلم‌برداری | فریبرز سیگارودی    |
| دستیار دوم فیلم‌برداری | فراز حیدری         |
| گروه تدوین            |                    |
| تدوین                 | بهرام دهقان        |
| دستیار تدوین          | رضا شیروانی        |
| گروه صحنه و لباس      |                    |
| طراح صحنه و لباس      | آتوسا قلمفرسایی    |
| گروه چهره             |                    |
| طراح چهره             | محمدرضا قومی       |

## نقد فیلم
این فیلم با انتقادهای مثبتی و منفی همراه بود؛ این فیلم را به عنوان فیلمی که در مسیر رویدادهای جاری اجتماع حرکت می‌کند عنوان کرده‌اند و فیلمی دانسته‌اند که بر دل می‌نشیند. شخصیت اصلی فیلم، عطیه نام دارد که دارای شخصیتی پیچیده و چند بعدی است. انتخاب این کارکتر که دور از قاعده‌های تکراری است، سبب شده‌است تا مخاطبان مختلفی با این فیلم ارتباط برقرار کنند. صدر عاملی از نقدهای این فیلم یاد می‌کند و بعضی از آنها را حیرت‌انگیز توصیف می‌کند. در اولین جلسه کارگردان و عوامل با رسانه‌ها بعد از پخش عمومی در سینماهای کشور، فیلم با انتقاد بی‌رمق بودن فیلم‌نامه مواجه شد که صدرعاملی در پاسخ به این منتقدان، از تلاش‌های خودش برای اینکه فیلم دچار شعارزدگی یا خرافه پرستی نشود سخن گفت. از دیگر انتقادهای وارد شده بر فیلم ضعف فیلمنامه بود. رضا درستکار نیز از منتقدان سینما در خصوص این فیلم، آن را فیلمی سرگرم‌کننده اما با تصاویری شلخته و سرد توصیف کرد که نشان از بی‌ثباتی در کارگردانی دارد.
آرش خوشخو در نقد این فیلم نوشته‌است: «آنچه هر شب تنهایی را از حافظه‌مان خارج نمی‌کند فراتر از کارگردانی صدرعاملی و صدابرداری ماهرانه فیلم و بازی متفاوت حامد بهداد، حضور حیرت‌انگیز لیلا حاتمی است… دوربین فرج حیدری با سلیقه‌ای قابل تحسین، لیلا حاتمی را در یکی از بهترین نقش آفرینی‌های زنان تاریخ سینمای ایران (حتی بهتر از نادره «اجاره نشین‌ها»، گلچهره سجادیه «دندان مار»، نیکی کریمی «سارا» و هدیه تهرانی «چهارشنبه سوری») در قاب خود می‌گیرد. لیلا حاتمی آرام و غمزده، در سکوت یا هنگام گفتن دیالوگ، نوعی از بازیگری را رقم می‌زند که از سقف و ظرفیت سینمای ایران فراتر است.» الهام طهماسبی از منتقدان سینما در روزنامه اعتماد نوشته‌است که چیزی که پس از شخصیت‌پردازی ظریف شخصیت عطیه در فیلم هر شب تنهایی به آن هویتی داده‌است، بازی لیلا حاتمی است. طهماسبی معتقد است که نقش عطیه هرچند ظاهری ساده دارد، اما نقشی دشوار است که با ظرافت‌های بازی و لحن لیلا حاتمی، شخصیتی جذاب را خلق کرده‌است و در غیر این صورت، یک شخصیت کلیشه‌ای از زنی سرطانی می‌شد.

### واکنش‌ها
صدر عاملی، کارگردان فیلم در خصوص این اثر می‌گوید: «سال‌ها بود که در پی نوشتن فیلم‌نامه‌ای بودم که مفهوم «زائر» را به معنای عام آن مورد بررسی قرار دهد و البته نزدیک‌شدن به این موضوع امری بسیار مشکل بود، چراکه ممکن بود به ریا متهم شوم یا سوءتفاهم ایجاد شود و این مسایل پرداختن به این موضوع را بسیار دشوارتر ساخته بود.» احسان رحیم‌زاده در روزنامه خراسان، این فیلم را در کنار اثر دیگر صدرعاملی با نام شب مقایسه کرده‌است و هر دوی این فیلم‌ها را از معدود آثار حرفه‌ای و استاندارد سینمای رضوی دانسته‌است. کارگردان این اثر این فیلم را نزدیک به افکار خود نیز توصیف کرده‌است و تأکید می‌کند که این فیلم سفارشی ساخته نشده‌است.

## ویژگی‌ها
این فیلم جزء اولین فیلم‌هایی بود که توانست در حرم علی‌بن‌موسی‌الرضا فیلم‌برداری کند و در این مورد موفق بود و توانست از زوایای مختلفی در این بنا فیلمبرداری داشته باشد. در این خصوص گزارش‌هایی وجود دارد که برخی خادمان حرم امام رضا با گروه فیلمبرداری همکاری و برخی در تقابل با آنها بودند. آستان قدس رضوی نیز برای فیلمبرداری این فیلم، مجوز مربوطه را صادر کرده بود. بیشتر سکانس‌های این فیلم در حرم فیلم‌برداری شده‌است. فیلم نماهای مختلفی از شب و روز حرم را به تصویر کشیده‌است. این فیلم با وجود حضور در بیست و هفتمین دوره جشنواره فیلم فجر، اما موفق به کسب جایزه‌ای نشد. طرح قصه این فیلم را اصغر فرهادی نوشته‌است و مهدی فرجی از عوامل شبکه یک در زمان ساخت، این طرح را خریداری کرده‌است. صدر عاملی بازی لیلا حاتمی در کنار حامد بهداد در این فیلم را بسیار همدلانه وصف کرده‌است. این فیلم از معدود فیلم‌های مربوط به موضوع علی بن موسی الرضا است.

## ساخت، پخش و اجرا
ساخت این فیلم مربوط به سال ۱۳۸۶ است و نخستین بار در سال ۱۳۸۸ در سینما فلسطین تهران به روی پرده رفت. به گفته کارگردان این اثر، ۹ فیلمنامه در طی ۳ سال برای این اثر نوشته شد. کامبوزیا پرتوی نیز به عنوان نویسنده این اثر، از روایت ۱۴ داستان جدا در طرح‌های اولیه این فیلم گفت که سر آخر به یک داستان اکتفا شد. در زمانی که فیلم در سینما اکران بود، با فیلم‌های اخراجی‌های ۲ و خروس جنگی رقابت می‌کرد و توانست به رتبه نوزدهم از نظر مخاطبان برسد. تعداد مخاطبان جذب شده در سینما برای این فیلم را دویست و سی هزار نفر عنوان کرده‌اند. این فیلم نخستین بار در سال ۱۳۸۸ از صدا و سیمای جمهوری اسلامی ایران پخش شد.